# Peur
« Frayeur » redirige ici. Pour les autres significations, voir Frayeur (homonymie).
« Appréhension » redirige ici. Pour la notion en droit pénal, voir Arrestation.
 (juin 2020).

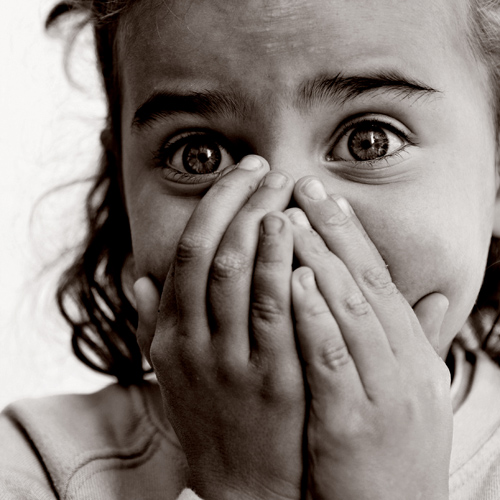
Réaction de peur chez un enfant.

La peur est une émotion primaire, de nature physiologique et universellement partagée chez l’humain ainsi que chez de nombreuses espèces animales. Elle se manifeste en présence, ou en anticipation, d’un risque ou d’un danger, qu’il soit réel ou perçu, imminent ou potentiel.
La peur joue un rôle important dans les mécanismes de survie, en préparant l’organisme à réagir face à une menace. Elle s’accompagne de réponses physiologiques immédiates (accélération du rythme cardiaque, tension musculaire, sécrétion d’hormones du stress), visant à favoriser la fuite, l’évitement ou la confrontation. Ce type de réaction est parfois désigné sous le nom de réponse combat-fuite (de l’anglais fight or flight response).
Sur le plan neurologique, la peur est notamment liée à l’activation de l’amygdale, une structure située dans les lobes temporaux, impliquée dans le traitement des émotions et l’évaluation des signaux de danger.
En psychologie, la peur se distingue de l’anxiété : la première est une réponse à une menace spécifique et identifiable, tandis que la seconde relève d’un sentiment plus diffus et souvent anticipatoire. Des formes persistantes et irrationnelles de peur sont qualifiées de phobies, telles que l’arachnophobie ou l’agoraphobie.
Le mot « peur » peut également être employé, par extension, pour désigner une appréhension face à des situations sociales, des objets ou des animaux, parfois sans menace objective, et pouvant affecter le bien-être ou la vie sociale des individus.

## La peur dans l'Histoire
Dans La peur en Occident, l'historien français Jean Delumeau en a décrit les différentes facettes , pour la période du XIVe au XVIIIe siècle, sous l'angle de l'histoire des mentalités et de l'histoire de la vie quotidienne. Il y dépeint « Les peurs du plus grand nombre » (peur de la mer, peur des ténèbres, peur de la peste, etc.) ainsi que « La culture dirigeante et la peur » (l'attente de Dieu, la présence de Satan et de ses agents, le juif, la femme, la sorcellerie…).

## Peurs communes
Biologiquement parlant, la peur est liée à l'instinct de survie qui permet aux animaux d'éviter les situations dangereuses pour eux-mêmes ou pour leur progéniture. Le principal objet de peur pour un animal est typiquement la présence d'un prédateur. La complexité de l'esprit humain a néanmoins transposé cette émotion et l'a dirigée vers des objets et des situations aussi divers que peuvent l'être les activités humaines. Certaines de ces phobies ont probablement une origine évolutive profonde, par exemple pour la peur des serpents des araignées, dont on a montré qu'elles sont universelles chez l'humain. D'autres phobies sont liées à des activités sociales récentes et propres uniquement aux sociétés occidentales modernes (peur du téléphone, de prendre l'avion ou d'autres modes de transports). On ne peut donc raisonnablement pas supposer qu'elles aient une origine biologique directe.
Différentes études,[réf. nécessaire], citent parmi les peurs les plus communes : les fantômes, être seul dans la nuit, l’Océan, l'existence de pouvoirs maléfiques, les cafards, les araignées, les serpents, les hauteurs, l'eau, les espaces restreints, les tunnels et les ponts, les aiguilles, l'ostracisme, l'échec, les orages, les évaluations, les examens, les situations menaçantes (délinquance...) et le risque de mourir, les discours publics et les souvenirs traumatiques de guerre.
Dans un test innovant sur les peurs éprouvée par les individus, Bill Tancer analyse les types de peur incluant la phrase « peur de… ». Les peurs les plus fréquemment citées sont : le vol, les hauteurs, les clowns, l'intimité, la mort, le rejet, les gens, les serpents, le succès et la conduite.
On peut différentier la peur pour soi et ses proches, de la peur éprouvée pour d'autres en situation de risque ou de danger (y compris pour de parfaits inconnus). On distingue aussi la peur éprouvée « chez soi » de la peur éprouvée « hors de chez soi », elle est généralement tournée vers la crainte de subir quelque choses (un vol, une agression, une intrusion...) de la part de quelqu'un d'autre,. Une étude a montré qu'en région parisienne, en moyenne, la peur à l'extérieur, mais dans un moyen de transport en commun varie aussi selon le type de transport « On observe même une sorte de palmarès de la peur dans les moyens de transport : si l’on néglige le tramway (...) peu répandu en région Parisienne (6,56 % y ont peur), on va du bus (18,92) au train (27,95), au métro (30,06) pour culminer avec le RER (33,20) », avec des variations contextuelles importantes selon la ligne, l'heure, les circonstances ou selon qu'on soit seul ou accompagné...
On distingue aussi la peur éprouvée « pour soi ou pour ses proches » d'une peur éprouvée pour autrui. La peur pour soi varie beaucoup selon la situation : rare chez soi en France (8,29 %) selon Pottier et al. (2002), « elle est, comme il est naturel, beaucoup plus répandue seul le soir dans son quartier (29,10 %) », ; l'être humain a peur pour soi, mais aussi, empathiquement, pour les autres : selon Robert et al., en 2003, la peur pour les enfants semble avoir une fréquence proches de la peur pour soi (dans les transports en commun, à l'école,, dans la rue ou le quartier par exemple) mais elle est plus intense (« la peur pour les enfants est, pour ceux qui l’éprouvent, quasiment double de la peur pour soi ».

## Approche scientifique

### Physiologie

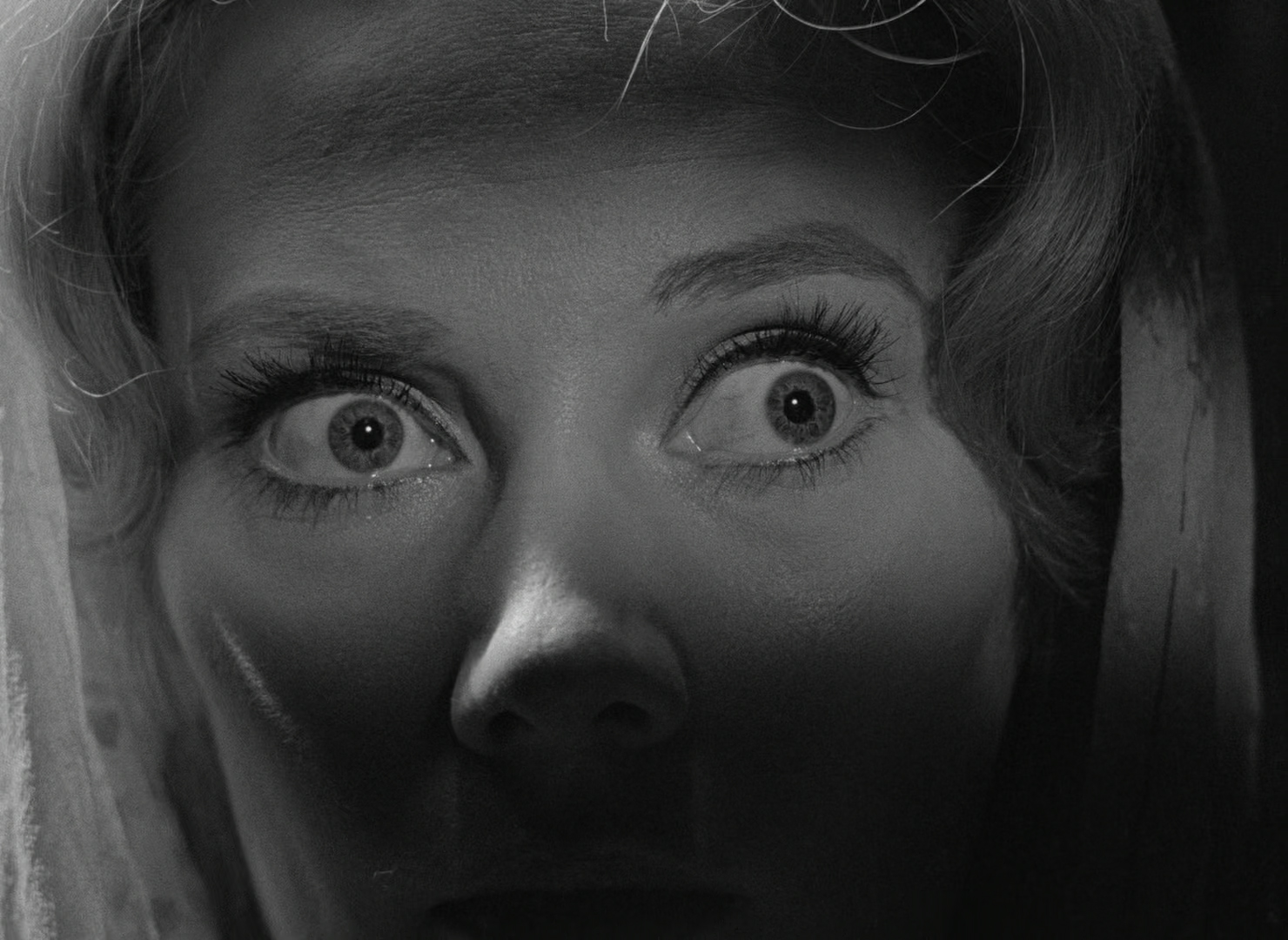
Actrice mimant la peur en écarquillant les yeux (Le Carnaval des âmes, 1962).

La peur est très certainement l'une des émotions les plus anciennes du monde animal. Si elle se manifeste de façon parfois spectaculaire, il faut noter cependant que ces manifestations sont, pour des raisons éthiques faciles à comprendre, difficiles, voire impossibles à observer selon la méthode expérimentale. Pour cette raison, elles sont connues essentiellement à travers les expériences personnelles et la croyance populaire, voire les légendes ou le mythe.
Chez l'être humain, la peur peut se manifester par des tremblements, une hausse de la fréquence cardiaque, un écarquillement des yeux et une perturbation du rythme respiratoire. Ces différentes manifestations sont essentiellement dues à la sécrétion d'adrénaline, principale hormone de la peur. Dans certains cas, une peur soudaine peut provoquer le besoin de pousser un cri. La peur peut aussi provoquer une paralysie momentanée partielle et parfois complète, allant jusqu'à une perte de conscience. Il est aussi avéré qu'une peur violente peut provoquer une perte des cheveux pigmentés ne laissant apparaître que les cheveux blancs, comme ce fut le cas pour Marie-Antoinette d'Autriche. La peur peut aussi provoquer un pâlissement de la couleur de la peau, ce qui explique probablement l'expression « être blanc (ou vert) de peur ». On dit aussi que la peur provoque l'horripilation, prosaïquement appelée « chair de poule ».
Dans les cas extrêmes, la peur peut aussi relâcher les muscles du bassin dont les sphincters, provoquant ainsi l'évacuation de l'urine, et parfois même du bol fécal. Quelques expressions populaires décrivent ce phénomène (faire dans son froc). Il est prêté à la peur le pouvoir de mettre un terme au hoquet. Enfin, la peur provoque chez l'humain comme pour la plupart des mammifères, une puissante activité hormonale qui peut provoquer le dégagement par la peau d'une forte odeur, ainsi qu'une hyperactivité du système de sudation, induisant ce qu'on appelle les « sueurs froides ».
Charles Darwin décrivit ainsi les différentes manifestations de la peur :

« La peur est souvent précédée de l'étonnement, dont elle est proche, car les deux mènent à une excitation des sens de la vue et de l'ouïe. Dans les deux cas les yeux et la bouche sont grands ouverts. L'Homme effrayé commence par se figer comme une statue, immobile et sans respirer, ou s'accroupit comme instinctivement pour échapper au regard d'autrui. Le cœur bat violemment, et palpite ou bat contre les côtes… La peau est très affectée par une grande peur, nous le voyons dans la façon formidable dont elle sécrète immédiatement de la transpiration… Les poils sur la peau se dressent ; et les muscles superficiels frissonnent. Du fait du changement de rythme cardiaque, la respiration est accélérée. Les glandes salivaires agissent de façon imparfaite ; la bouche devient sèche, est souvent ouverte et fermée. »

— Charles Darwin, L'Expression des émotions chez l'homme et les animaux

### Neurobiologie
L'amygdale est la structure clé du cerveau dans la neurobiologie de la peur. Elle participe au processus de traitement des émotions négatives (telles que la peur ou la colère). Des chercheurs ont observé une hyperactivité de l'amygdale chez les patients qui ont montré un visage menaçant ou confrontés à des situations effrayantes. Chez les patients souffrants de phobie sociale, on observe une réponse plus atténuée de l'amygdale. Des études ont également montré que les sujets exposés à des images d'expressions faciales de peur, présentaient une activité de l'amygdale plus réduite, alors que la lésion de celle-ci ou sa calcification rend incapable la personne atteinte de reconnaître les expressions de peur, tandis que la capacité d'identification d'autres émotions est maintenue.
La réponse à la peur causée par l'amygdale peut être mitigée par une autre région cérébrale connue sous le nom de cortex cingulaire antérieur rostral, situé au niveau du lobe frontal. Dans une étude de 2006 à l'Université Columbia, des chercheurs ont observé chez les participants à l'expérimentation moins d'activités dans l'amygdale lorsqu'ils perçoivent consciemment un stimulus de peur que lorsqu'ils le perçoivent inconsciemment [réf. nécessaire]. Il avait auparavant été découvert que le cortex cingulaire antérieur rostral freinait l'activité de l'amygdale, participant au contrôle émotionnel des sujets. Une étude menée par des scientifiques de Zurich a conclu que l'hormone ocytocine, liée aux sentiments d'altruisme et d'empathie ainsi qu'au désir sexuel, était capable de diminuer l'activité cérébrale des centres responsables de la peur.
Après avoir été effrayé, cette information est envoyée de l'amygdale à une autre partie du cerveau, le cortex préfrontal, où cette information est conservée pour une situation similaire qui pourra exister dans le futur.

## Typologies de la peur
La peur peut être catégorisée en deux types : peur externe et peur interne.
- la peur externe est une peur à propos d'un stimulus extérieur à l'individu, que celui-ci souhaite éviter ;
- la peur interne est une peur liée à un stimulus interne à l'individu, par exemple, associé à une émotion négative (exemple : faible estime de soi).

La peur peut être décrite selon les émotions ressenties par un individu. Ces émotions varient de la prudence à une phobie intense ou de la paranoïa. La peur peut se manifester par différents états émotionnels et cognitifs incluant l'inquiétude, l'anxiété, la terreur, l'horreur, la panique et la crainte. Les expériences de la peur peuvent se manifester longtemps après que les situations ont été vécues, c'est-à-dire que l'individu revit ses peurs, par exemple, durant des cauchemars, ou durant des nuits de terreur. Certaines pathologies peuvent être liées à la peur, comme les troubles anxieux (définis par des peurs irrationnelles et persistantes), qui sont très répandus, ou d'autres troubles plus sévères, certains symptômes pouvant provoquer de la peur chez le sujet (par exemple, certaines formes de schizophrénie ou d'autres troubles psychotiques).
L'expérience de la méfiance peut être expliquée par un sentiment de peur ou de prudence, habituellement en réponse à une personne dangereuse ou peu familière. La méfiance peut survenir lorsque quelque chose ou quelqu'un est remis en question ou inconnu. Par exemple, un individu peut se méfier d'un autre lorsque celui-ci agit d'une manière improbable ou peu commune. La méfiance est également considérée comme une prévoyance et une remise en cause de situations qui peuvent devenir à tout moment effrayantes, voire dangereuses.
La terreur est une forme très prononcée de la peur. C'est une sensation de danger imminent. Elle peut également être causée lors d'une phobie. La terreur peut conduire une personne à des choix irrationnels ou à un comportement atypique.

### Peur de la mort

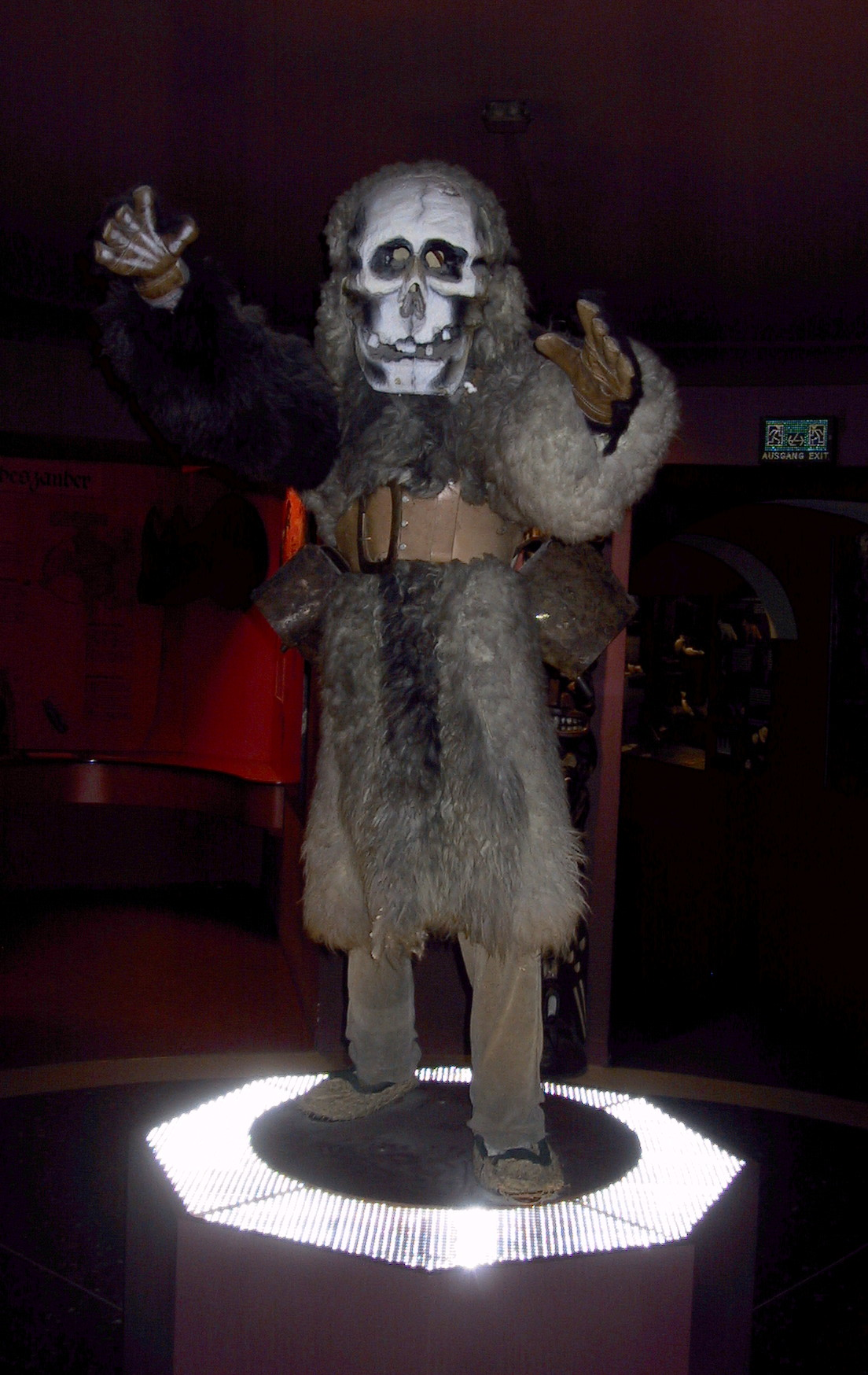
Le déguisement, le carnaval, l'humour sont des moyens de jouer avec les peurs ou de les repousser.

Par définition, la mort est l'objet de peur par excellence, en tant qu'incarnation même du danger. Il s'agit donc d'une peur très commune, mais pas universelle, nombre de cultures échappant à la peur de la mort par le recours à la croyance d'une vie après la mort, mais en craignant ce qui lui succède, c'est-à-dire le jugement ou l'enfer. Des philosophie⁣⁣s, athées et matérialistes, issues de l'Antiquité grecque et encore très influentes de nos jours, mettent en évidence l'aspect paradoxal de la peur de la mort. Citons en particulier le philosophe grec Épicure :

« Lorsque nous sommes vivants, la mort n'est pas. Lorsque la mort est là, nous ne sommes plus. Dès lors, dans la mort que crains-tu exactement ? »

La question de la peur de la mort est abordée par les auteurs plus récents, tels que Shakespeare, dans son plus célèbre monologue :
Qu'il y ait quelque chose après la mort,

Cette terre inconnue dont les frontières

Se referment sur tous les voyageurs,

Qui paralyse notre volonté

Et nous fait préférer nos maux présents

À d'autres qui nous sont inconnaissables ?

Ainsi notre conscience nous rend lâches ;
— William Shakespeare, Hamlet, traduit de l'anglais par André Markowicz

### Peur de l'inconnu
La peur de l'inconnu est un phénomène éthologique observé chez de nombreux animaux évolués et elle est source de prudence.
Chez l'Homme, elle peut être individuelle ou collective, et prendre l'apparence de la timidité. C'est une peur d'un danger hypothétique. Elle apparaît face à des destinations ou des circonstances attendues inconnues. La peur de la mort, ou de l'obscurité, de ne rien voir peuvent en être des formes, de même que la peur pour un changement ou quelque chose de nouveau (exemples : un bruit ou son nouveau, animal/insecte/personne/lieu nouveau, un voyage, un étranger, un entretien d'embauche, conférence, spectacle, concert ou exploit sportif à donner devant de nombreux spectateurs ou juges inconnus, etc., ces dernières situations se définissant plus communément sous l'appellation de « trac », lié à la peur de ne pas réussir ou du ridicule). Parfois, les acteurs ont un certain trac avant de passer devant le public, ainsi que certains autres métiers de l'enseignement face à leurs élèves, médical vis-à-vis des patients, commerçants envers leurs clients, ou également les métiers militaires périlleux, cette peur s'estompant avec l'habitude.

### Réactions de sursaut
La présence d'une personne ou d'un animal arrivant derrière soi, une sensation corporelle, un bruit de pétard, une porte qui claque, une décharge électrique, surtout s'ils sont subis, inattendus et très intenses, déclenchent un phénomène de peur, entraînant une réaction de contraction musculaire et d'adrénaline, se traduisant par une réaction de sursaut, accélération cardiaque, voire un cri de la personne.

### Peur de malheurs à venir
Une peur prolongée ou répétée face à l'anticipation d'un malheur à venir entraîne un sentiment d'angoisse. Elle amène bien souvent à un état dit de « stress ». L'angoisse est une peur intense, parfois chronique. Elle augmente lentement et finit par atteindre un pic, dit crise de panique, ou crise d'angoisse, occasionnant de très sérieuses difficultés respiratoires, notamment une hyperventilation. Pendant cette crise, le sujet a l'impression qu'il va rester dans cet état et qu'il continuera d'éprouver cette angoisse indéfiniment. Cependant, en général, la crise de panique s'estompe d'elle-même progressivement.

## Utilisation de la peur

### Plaisanterie
La plaisanterie la plus courante pour déclencher une réaction de peur est de surprendre quelqu'un en criant « BOUH » d’une voix forte.

### Littérature
Dans la culture littéraire, la peur est utilisée notamment dans des livres comme dans la Collection Chair de poule.
L'une des œuvres les plus emblématique de la peur est Dracula de Bram Stoker. Dans ce roman sont réunis les plus grands thèmes de l'horreur tels que les loups-garous, les vampires, la maladie, la folie, les courses poursuites, les maisons hantées…

### Cinéma
La peur est un argument de vente dans la culture cinématographique. Elle est très présente dans certains blockbusters et certaines séries. Un genre cinématographique lui est dédié : le film d'horreur.

### Fêtes
Dans les pays développés, particulièrement aux États-Unis, une partie de la population consacre un budget important à Halloween.
Les fêtes foraines, parcs d'attractions, manèges et autres occasions d'adrénaline, se sont de plus en plus développés, au moyen de nouvelles inventions ou sports créés dans ce but, notamment durant ces 30 dernières années. Dans ce contexte, la peur est associée à une « sensation forte », notamment lorsqu'elle est liée aux sensations d'accélérations, horizontales et plus encore verticales (« airtime ») avec la sensation de « tomber dans le vide ».

### Contrôle des populations
La peur a un effet très fort sur les foules et ainsi est utilisée afin de contrôler les foules et les peuples. Dans les systèmes totalitaires ou dans l'esclavage traditionnel, l'objet de la peur est clairement identifié, il s'agit d'une menace de punition ou de mort en cas de désobéissance.
Dans les systèmes dits démocratiques où une telle menace n'est pas explicite, il importe plus de contrôler ce que pensent les gens, en déformant les informations des médias et avec des menaces plus abstraites ou même virtuelles.
La peur est également utilisée sous sa forme « terreur » à des fins politiques.
Dans le Crépuscule des idoles, Nietzsche accuse l’Église du Moyen Âge d'utiliser « le sentiment dépressif de la crainte » ainsi que « la douleur et les blessures » pour affaiblir et pervertir l'homme.

## Surpasser la peur
La plupart des peurs possèdent la propriété de pouvoir être surmontées. En effet, pour une personne donnée, il suffit souvent de surmonter sa peur une fois pour la faire disparaître définitivement. Cette aptitude à diminuer sa peur et à gagner ainsi en courage constitue un processus de maturation de l'esprit et de l'individu qui continue durant toute la vie. Ceci explique aussi que les enfants et les jeunes adultes sont en général beaucoup plus craintifs que les adultes plus expérimentés. La peur est d'ailleurs fréquemment détournée à des fins ludiques par les enfants, se mettant en scène et cherchant à se faire peur lors de fêtes notamment telles qu'Halloween.
Nombre de sociétés ont considéré comme un devoir pour un homme d'être capable de surmonter sa peur. Il existe, en effet, chez de nombreux peuples des rites d'initiation ou de passage à l'âge adulte, au cours desquels un adolescent doit accomplir un acte a priori effrayant afin de pouvoir revendiquer son statut d'homme ou son appartenance à la communauté. Certaines sociétés ont poussé ce principe à l'extrême et ont fait de la peur, y compris celle de la mort, un objet de honte. La peur était alors simplement niée, considérée comme une faiblesse. Cette pratique s'applique à habituation, la forme la plus simple de l'apprentissage, apprendre à ne pas réagir à un événement sans importance qui se répète.
C’est dans le contexte de la peur instrumentalisée dans les médias que ceci prend naissance. En effet, la peur est devenue un élément quotidien à travers sa prévention et sa diffusion. D’une publicité pour une alarme de sécurité à une annonce contre les vols dans les moyens de transports, la peur est constamment mise en avant dans notre environnement. On la transforme, la modèle et la présente chaque jour dans nos journaux. Cette technique permet d’insuffler l’idée que la peur est partout et qu’il faut apprendre à vivre avec.